# 小忌衣
小忌衣（おみごろも）とは、古代から伝わる、神事などに使用される上衣。『古事記』などに見える青摺衣の系統を引く。平安時代には新嘗祭および天皇の代始めの新嘗祭である大嘗祭と、六月十二月の神今食(これらはいずれも天皇が自ら祭祀を行う「親祭」)に供奉する貴族以下の官人が使用した。なお神今食のときは冠に心葉や日陰鬘をつけない。(『西宮記』ほか)これらの親祭では、占食といって亀占により選ばれた者が「小忌(小斎)」と呼ばれて神祭に奉仕した(これに選ばれない者は「大忌」－「大」は「凡」と同じで「一般の」の意味－と呼ばれ、祭の枢要に携わることはできなかった)。小忌衣とは主に小忌の者が用いることからきたことばである。
『忌』は神聖なことを表現しているとされる。
男女共に装束の上に羽織り、右肩から赤紐（赤黒紐の場合もある）を垂らす。神楽などの舞人は、邪魔になる為か、紐を左肩から垂らす。模様としては、白絹及び白麻地に青摺（あおずり）と呼ばれる山藍の葉の汁で、花鳥風月等の素朴な文様を書くのが一般的。袖が付いていないものと、袖付きのものがある。
各種の小忌衣について、院政期以降の規定に基づき説明する。
1・諸司小忌 身が二幅、袖が左右各一幅、計四幅のおくみのない垂領である。右肩に赤紐をつける。親祭当日に小忌の官人が下賜されて着用することからこの名称がある。参内後に下賜されると束帯の上に着て、裾まわりは石帯にはさみこむ。生地は、近世では麻を粉張(こばり。胡粉という白い絵の具を厚く引く)にして、「竜胆と尾長鳥」「梅と柳」などの摺文を施している。なお近世では赤紐で身分を表示した。大臣以上は本法組にして金泥で蝶鳥を描き、公卿は本法組で胡粉の蝶鳥を描き、殿上人は略本法組で胡粉の蝶鳥を描いた。いずれも板引である。「冷泉家の至宝展」図録に写真がある。
2・私小忌 身が一幅の盤領で、袖は左右各二幅。狩衣の裾の長いような形であるが、袖括はない。右肩に赤紐をつける。束帯の袍を着ずに、下襲・半臂の上に袍のかわりに着用する。神祇官人や大嘗祭の悠紀・主基国司などの、早くから神事に奉仕することが確定している者は親祭当日にも着用する。親祭で諸司小忌を下賜された者は、新嘗祭や大嘗祭の直会(祭後の宴会)にあたる節会に使用する。下賜品である諸司小忌に対して私弁であるために私小忌の名称を持つ。生地は、近世では麻を粉張にして、様々な文様を青摺にする。平安末期の記録によれば、大嘗祭の悠紀・主基国はそれぞれのそろいの文様を新たに定める決まりであり、南北朝時代の記録によれば吉田家では菊に水などの紋を用いるなど、さまざまな慣習が存在したようである。「冷泉家の至宝展」図録に写真がある。
尚、小忌衣の青摺は石清水八幡宮境内に自生する「ヤマアイ」が用いられる習わしとなっていた。
以下は、中世の記録には明確でないが、近世には制度的に確立していたものである。

3・如形小忌 諸司小忌の袖を略した形式。裃のようなもの。 身が二幅の垂領で、右肩に赤紐をつける。主に祭祀にたずさわる地下官人が使用。束帯では裾を石帯にはさみ、その他では裾をはさまずただうちかけた。生地は麻に粉張とし、青摺で主に梅と柳の文様をあらわした。赤紐は平紐で胡粉の蝶鳥を描いた。株式会社井筒所蔵品が「年中行事と宮廷文化のかたち」展図録に掲載される。
4・別勅小忌 天皇の神事服(御斎服)着装に奉仕する衣紋者の公家や、側近で世話をする議奏の公卿が使用した。重要な任務ゆえに占食と無関係に着用したのでこの名がある。衣冠の上に着ることが多く、その場合前は懐の「かいこみ」にはさみこみ、後ろはうちかけて着た。生地は麻の粉張とし、青摺で主に流水とわらびをあらわした。衣冠の上に着るものは普通赤紐をつけない。名称と衣紋者等の使用は『延慶大嘗会記』(後伏見上皇が弟花園天皇の大嘗祭を記録した日記)に基づくが、詳細な仕様は貞享四年の大嘗祭復興に際して新たに決められた。奈良女子大学に近世の遺品がある。
※なお『代始和抄』(一条兼良)などに「出納小忌」の名称があるが、実態は不明で、近世では別勅小忌の(一説では如形小忌の)別名とされていた。

なお、采女のちはやは如形小忌であるが、近代では生絹に蝶を青摺し、赤紐はない。(近世の遺品が奈良女子大学にあるが、赤紐はないものの普通の小忌同様麻の粉張に青摺である) 東遊などの日本古来の古代歌謡を伴う舞楽に用いるものは私小忌と同型で、ただ赤紐が左肩につく。これは占食で選ばれるものではないので普通は小忌衣とはいわず、「青摺」と呼ばれた。五節舞姫も羅の青摺の唐衣を用いたが(ただし宝暦再興後の舞姫装束は古式を伝えていない)、これも普通は小忌衣とはよばれない。ただし青摺の神事服である点では小忌衣と同じ性格を持つといえるものである。

明治天皇の大嘗祭には、太政大臣三条実美のみが白い龍文(無文の綾地綾)の袍と袴に冠(のちの斎服に相当)で、参議以下の高官は小葵の飛文の青摺の白い直垂、神祇省等の職員は白い無文の直垂を使用し、小忌衣は用いられなかった。采女のちはやはこの時には白絹地に蝶の青摺になっている(太政類典)。その後明治六年には衣冠が宮中・神社の祭服となったものの様式の混乱が生じたため、明治十六年より宮中祭祀に奉仕する官僚の服は斎服となった(公文類聚)。登極令によって、大嘗祭に限り諸司小忌を男女の供奉員が着用する(例年の新嘗祭奉仕の掌典は明治十六年以降今に至るまで斎服なので小忌衣は使用しない)。摺文様は、皇族が松に菊(大正大礼で新たに制定)、それ以外は江戸時代以来の梅と柳で、赤紐は江戸時代の規定を援用して、皇族は本法組にして金泥で蝶鳥を描き、勅任官は本法組で胡粉の蝶鳥を描き、奏任官は略本法組で胡粉の蝶鳥を描き、判任官は平紐で胡粉の蝶鳥を描いた。占食のしきたりはないので「小忌」に選ばれる者はないが、名前は従来のままであった。
新嘗祭や豊明節会等の宮廷での諸神事の宮人、大嘗祭の五節舞姫、神楽の舞人、大喪の八瀬童子、神職、巫女等が使用した。
◎八瀬童子の使用の証拠を示してください。
天照大神が岩戸隠れから再び姿を現した時、身に付けていたとの伝承がある。伝承だが、これが起源とされている。
特に豊明節会にも使われることから、崇神天皇が笠縫邑で天照大神を祀った時代からあったことも考えられる。
雄略天皇が葛城山に登った時、天皇と一言主神の従者が共に着ていた青摺に紅紐を付けた装束は小忌衣と比較して興味深い。
巫女装束にも、同じように、青摺を使用している例が一般的である。近年の巫女神楽の装束にも小忌衣が使用されている（例：浦安の舞）。
また、千早や比礼（ひれ：女性が、首に掛けて、結ばずに、左右から同じ長さで前に垂らすスカーフ様のもの）との関係が注目される。
歌舞伎に同名の小忌衣があり、貴人の普段着の使われ方をしているが、豪華な絹衣装で、エリマキトカゲの様に襟が長い等、本来の小忌衣とは全く異なるもので起源は不明である。